# M422 Mighty Mite
El M422 'Mighty Mite es un camión táctico 4x4 ligero de ¼ de tonelada, adecuado para ser trasladado mediante transporte aéreo. De 1959 a 1962, American Motors construyó el Mighty Mite para el Cuerpo de Marines de los Estados Unidos.

## Historia
El prototipo del vehículo se originó a partir de 1946, lo que lo convirtió en el primer jeep completamente nuevo diseñado para el ejército de los EE. UU. después del Segunda Guerra Mundial, y fue desarrollado aún más durante la década de 1950 por un equipo que incluía a cuatro de los ingenieros originales del Bantam. Un diseño llamado MARCO MM-100 de Mid-American Research Corporation utilizaba un motor refrigerado por aire Porsche y suspensión independiente. Una característica única fue la ausencia de un sistema de escape convencional. El prototipo no tenía silenciador ni tubo de escape, sino que el escape se encaminaba a través del bastidor, pero este diseño se reveló problemático porque la condensación y los vapores ácidos de los gases de escape provocaban fallos prematuros en la estructura metálica. Un prototipo de la competencia de Willys-Overland Motors, el Bobcat de 1953 o "Aero Jeep", que compartiría la mayor cantidad de piezas posible con el M38 y el M38A1 para ahorrar costos, fue rechazado en favor del M422, un diseño más avanzado.
Aunque el vehículo iba a ser utilizado únicamente por el Cuerpo de Marines de EE. UU. y, por lo tanto, estaba claro desde el principio que los números de producción seguirían siendo limitados, sería diseñado de manera exhaustiva e incorporó muchas innovaciones.

## Ingeniería
|                      | M422              | M422A1            |                  |
| -------------------- | ----------------- | ----------------- | ---------------- |
| Distancia entre ejes | 65 plg (1651 mm)  | 71 plg (1803 mm)  |                  |
| Largo                | 107 plg (2718 mm) | 113 plg (2870 mm) |                  |
| Ancho                | 60 plg (1524 mm)  | 60 plg (1524 mm)  | 60 plg (1524 mm) |
| Peso                 | 1700 lb (771 kg)  | 1780 lb (807 kg)  |                  |

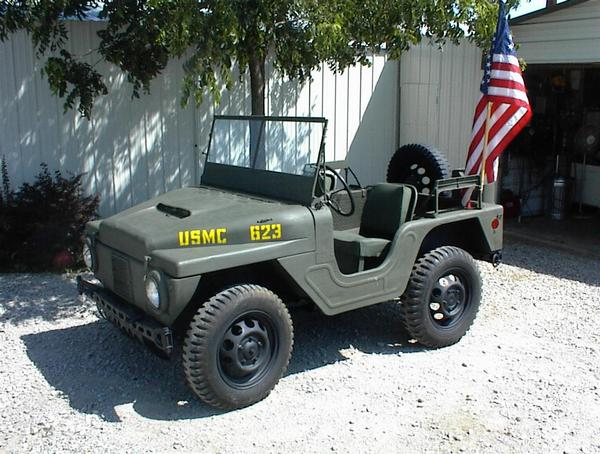
M422 Mighty Mite, distancia entre ejes de 65 pulgadas con el parabrisas delgado inicial

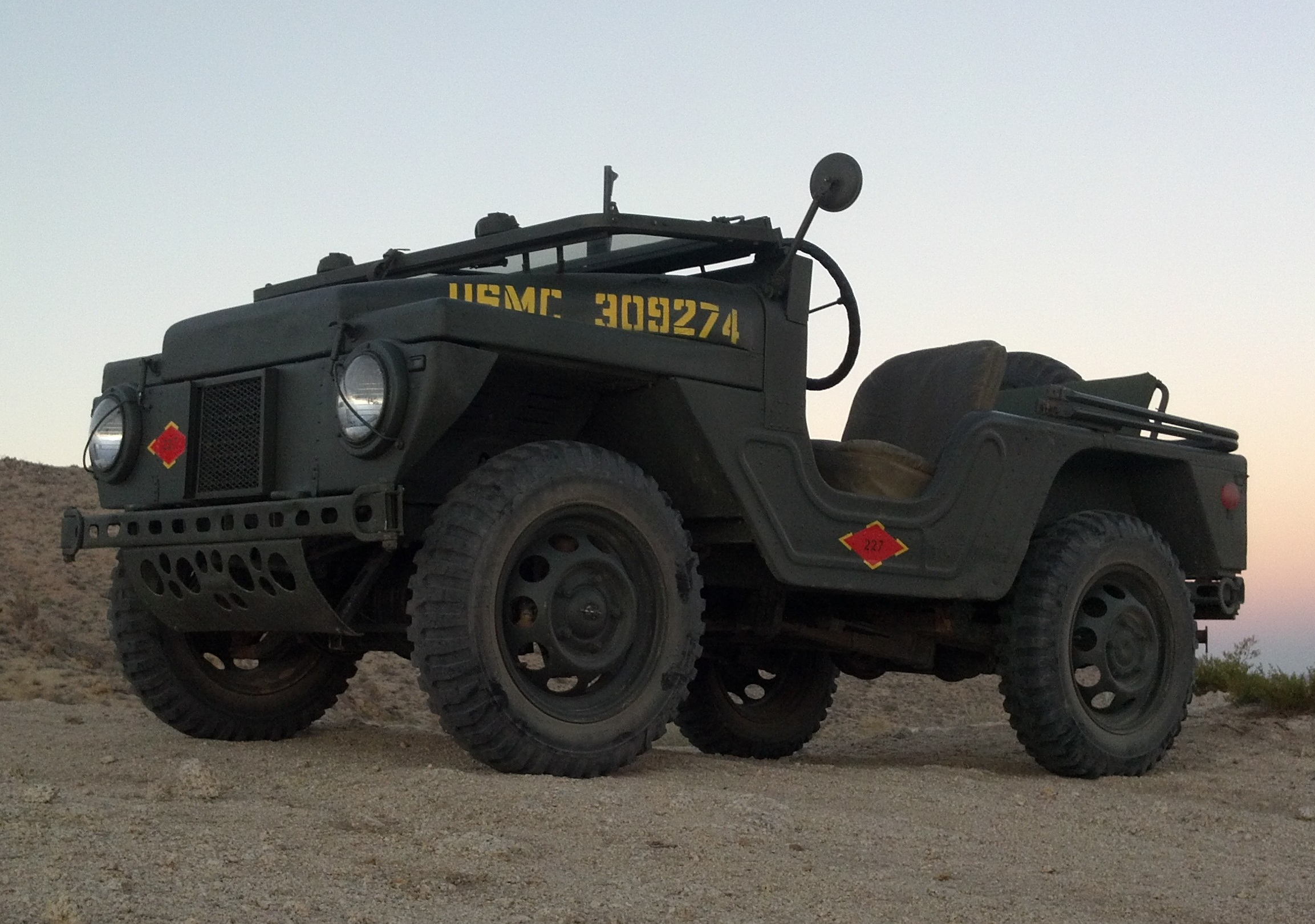
M422A1 Mighty Mite, distancia entre ejes de 71 pulgadas

Para mantener el peso bajo, el M422 se convirtió en el primer jeep estadounidense equipado con una carrocería de aluminio. Con un peso de 1700 libras (771 kg), es el más ligero de los vehículos militares de EE. UU. hasta la fecha. Además, este fue el primer vehículo militar pequeño estadounidense diseñado con suspensión independiente (delante brazos avanzados/brazos tirados detrás), accionada por ballestas de ¼ de elipse. Entre las muchas otras características únicas del M422 se encuentran los diferenciales autoblocantes delantero y trasero, los frenos de tambor montados en el diferencial interno, la dirección de punto central y el motor V4 "AMC AV-108-4", un propulsor de aluminio de 107,8 plg³ (1,8 L) refrigerado por aire desarrollado por American Motors, que rendía 52 HP (39 kW) y 90 lb·pie (122 N·m). El vehículo era capaz de alcanzar una velocidad máxima de 65 millas por hora (108 km/h), aunque se le adjudicó una clasificación militar para 55 millas por hora (89 km/h). Al igual que con el M151, la caja de transferencia solo conecta/desconecta la tracción delantera y es parte de la transmisión. La sincronización completa significaba que podía cambiarse de la tracción de 2 ruedas a la tracción en las 4 ruedas sobre la marcha.
Aunque básicamente era un biplaza, el pequeño vehículo teóricamente podía trasladar a seis personas, gracias a dos asientos plegables adicionales que se integraron en el portón trasero, así como a dos respaldos plegables en los guardabarros traseros. Además, el M422 fue calificado para transportar 850 lb (385,6 kg) a campo a través, mientras que todos los demás vehículos estándar GI de 1/4 tonelada (incluso el M151) fueron calificados en 800 lb (363 kg). Y si era necesario, había incluso una versión del remolque M416 especialmente adaptada para ser remolcada por un M422: el M416B1.
Al igual que otros vehículos encargados por el Cuerpo de Marines, los M422 venían de fábrica con todo el equipo de vadeo en aguas profundas instalado, excepto los tubos. En su etapa inicial de desarrollo, los Marines desarrollaron un kit de flotación liviano que podía almacenarse fácilmente en el M442 cuando no se necesitaba, en el que cuatro grandes tubos inflados por el escape abarcaban la parte inferior del bastidor, lo que permitía al vehículo navegar en aguas más profundas. Las ruedas giratorias del vehículo proporcionaban propulsión y dirección en el agua.
En 1958, siete prototipos pasaron pruebas exhaustivas y American Motors construyó los primeros 250 vehículos. Estas unidades entraron en producción en masa en 1960 y AMC construyó 3.922 unidades del Mighty Mite hasta 1962 para el Cuerpo de Marines. En años posteriores, el vehículo se fabricó en dos versiones del modelo: el M422 y el M422A1. El M422 tenía una pequeña distancia entre ejes de 65 pulgadas (165,1 cm). Después de la producción de 1.045 unidades, el Mighty Mite se convirtió en el M422A1, seis pulgadas (152 mm) más largo tanto en distancia entre ejes como en longitud, y 80 libras (36,3 kg) más pesado. Los primeros Mighty Mite en tener la distancia entre ejes de 71" fueron un modelo experimental creado a partir de un M422. Tenían un marco extendido de aluminio agregado detrás del asiento y cajas de almacenamiento de herramientas toscamente diseñadas. Este modelo fue el M422E1, del que solo se fabricaron unas pocas unidades. Una vez que se puso en producción, el modelo de 71" de distancia entre ejes se designó como M422A1. Cualquiera de los modelos podía equiparse con una pantalla montada en la parte trasera y un parabrisas más resistente similar al del Willys M38A1 que, junto con los arcos superiores, facilitaría el uso de una capota de invierno de lona. La adición de la pantalla montada en la parte trasera hizo que la puerta trasera quedara inutilizable.
Con más de 5.000 dólares por unidad, era relativamente caro, y cuando el Mite entró en plena producción, los helicópteros militares se habían vuelto mucho más operativos y el vehículo quedó obsoleto rápidamente. El Sikorsky H-19 Chickasaw de la Infantería de Marina con su límite de carga de 2650 libras (1202 kg) (incluida la tripulación y el combustible), para el que se había desarrollado el M422, estaba siendo reemplazado por el UH-1 “Huey" de la era de Vietnam, que podía transportar más de vez y media esa carga. Estos factores pueden explicar el pequeño volumen total de producción, así como el corto período de tiempo en el que se fabricó.